# Vergara (attività)

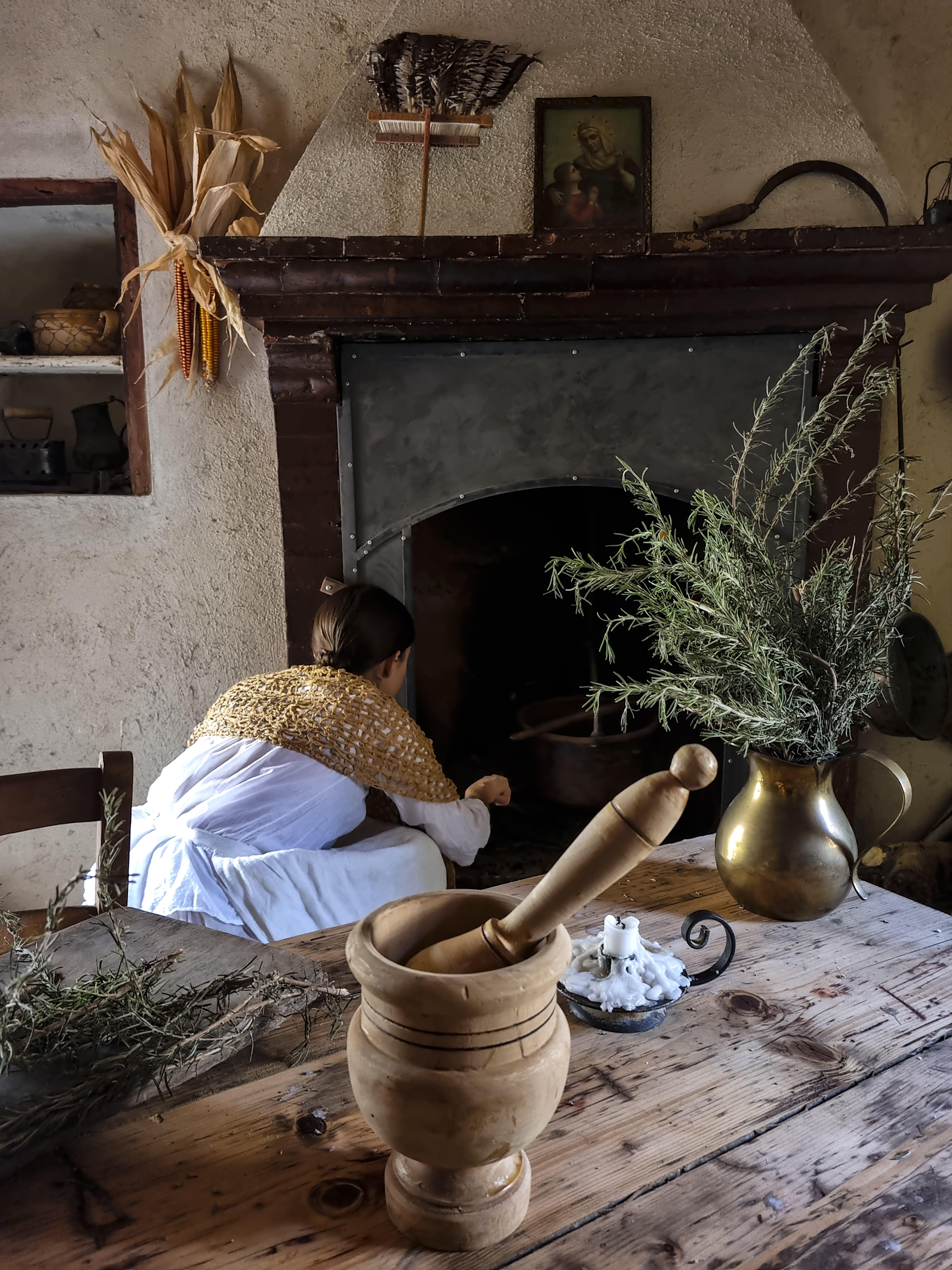
La vergara in cucina, presso Ecomuseo Villa Ficana

Vergara è il nome che indica la funzione di una donna che aiuta il vergaio nella conduzione delle case coloniche. Essa è una figura tradizionale dell'Italia centrale. 

## Etimologia
Il termine vergara deriva probabilmente da “verga” (o lat. *vervecarius «pastore», der. di vervex -ēcis «castrone»). Nell'area della Maremma e delle regioni dell'Italia centrale è diffuso il maschile “vergaro” (o “vergàio”), in riferimento a “colui che cura il gregge”. Il termine “vergara” è utilizzato nel dialetto marchigiano per indicare la donna a capo della direzione delle famiglie coloniche marchigiane tra la fine dell‘800 e gli inizi del ‘900. 

## Abbigliamento
L'abito della vergara trova posto tra quei manufatti interamente prodotti nelle campagne: le stoffe, ricavate da fibre vegetali, come lino e canapa, o animali, come la lana, erano poi colorate con il guado, lo scotano ed altri prodotti vegetali e, una volta tessute al telaio, venivano decorate con motivi impressi con stampi di legno; per le calzature si utilizzavano cuoio e pelli, i cappelli invece erano prodotti con la paglia.

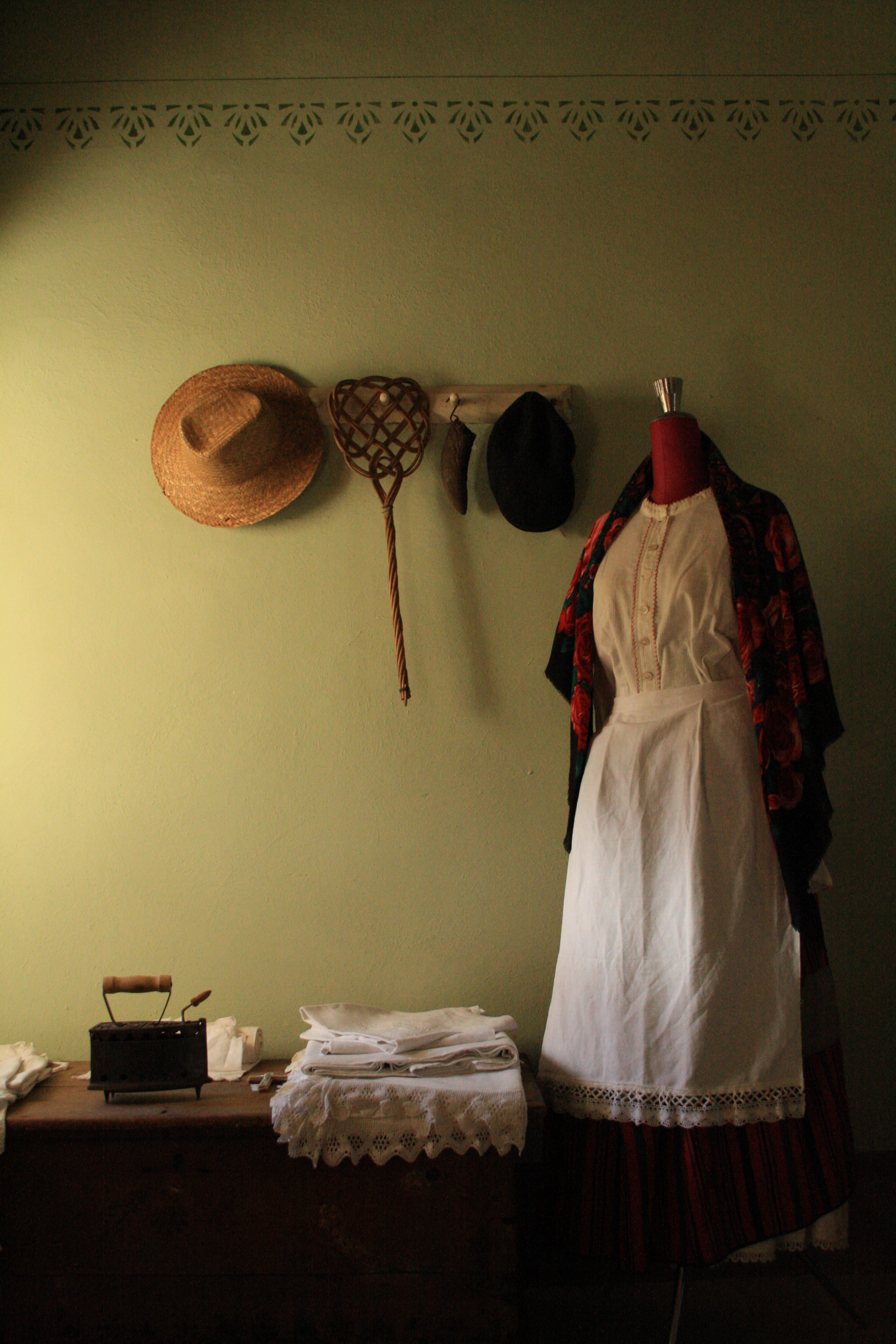
Abito tradizionale della vergara, presso Ecomuseo Villa Ficana

Secondo le Risoluzioni Jesine, anche i vestiti dovevano rispecchiare e rispettare l'appartenenza sociale: ai contadini erano imposti “panni solidi e, se possibile, fatti in casa, di lana e lana che chiamasi saja, di lana e filo che si dicono mezzalana, di filo e filo a strisce colorate detti rigatini, di panno crudo o mezzocrudo per quando si fanno faccende più rozze”. I colori più usati erano il rosso ed il turchino: il primo, era detto anche scarlatto, con riferimento alla vivacità e al valore scaramantico attribuito alla tinta; l'altro era ottenuto dal guado per tingere le stoffe.
Secondo l'abbigliamento tradizionale, la vergara aveva il capo coperto dalla “vettarella”, un piccolo asciugamano riccamente ricamato, ripiegato su un pezzo di cartone, per renderlo rigido sulla fronte in modo da far scendere le frange fino a sfiorare le spalle, coperte a loro volta da uno scialle a colori molto vivaci e con i bordi ornati da lunghe frange. Nei giorni di festa religiosa o in occasione di lieti avvenimenti in famiglia si portava il tovagliolo bianco, mentre nei giorni feriali si usava un fazzoletto comune colorato o a fiori. Vi era, inoltre, l'abitudine di portare pesi sulla testa, come ad esempio la brocca o il canestro, attraverso l'utilizzo della “sparra”, uno strofinaccio da cucina piegato e arrotolato a forma di ciambella e posto in cima al capo per assicurare una maggiore stabilità ai pesi da trasportare.

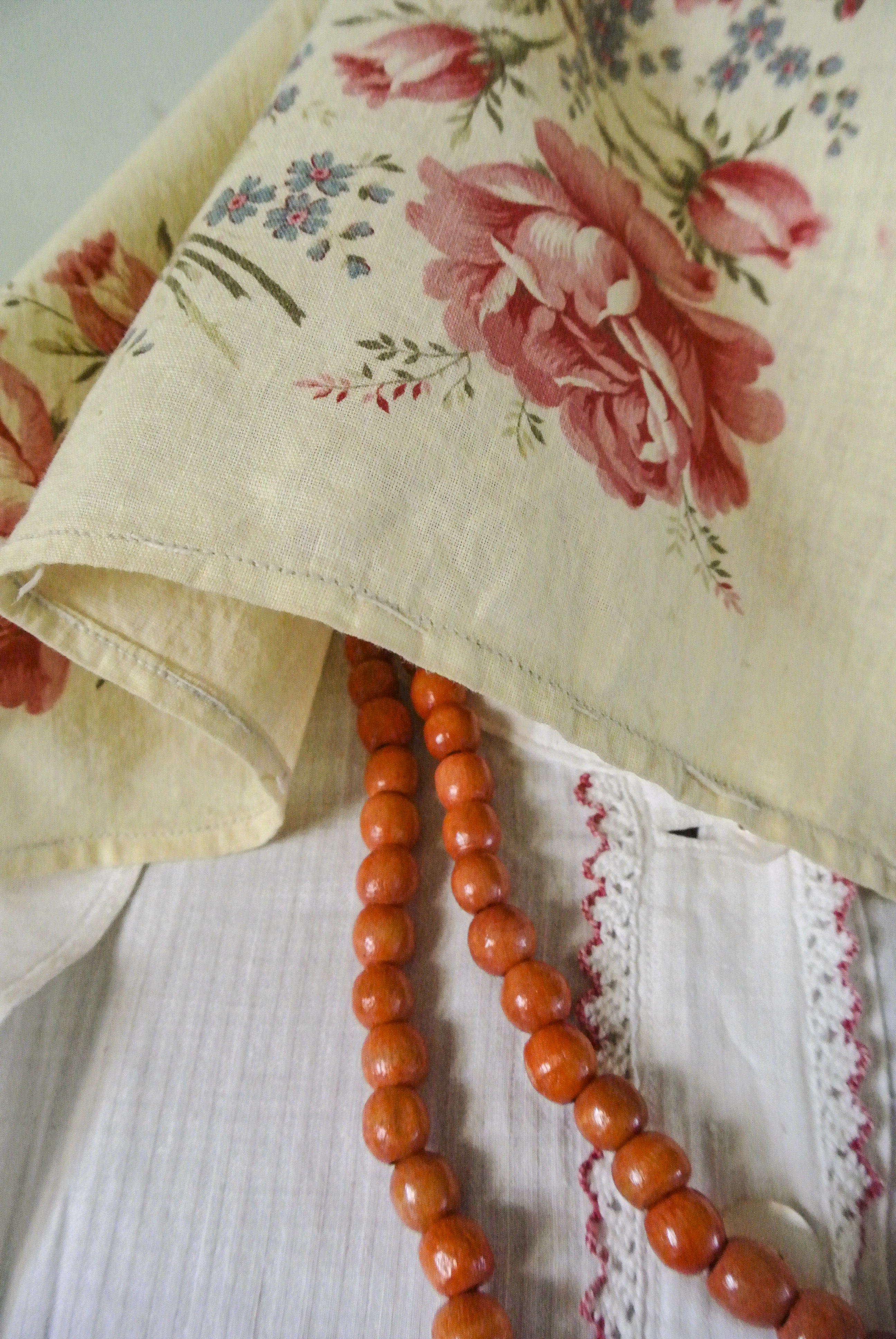
Particolare del vestito delle feste, presso Ecomuseo Villa Ficana.

L'abbigliamento tipico era costituito da una camicia bianca di lino, con al collo e ai polsi dei merletti ricamati a mano, sopra la quale si poneva un bustino dai colori vivaci, decorato col punto a croce e chiuso con stringhe sul retro, reso rigido da bacchettine di canna o stecche di ossa di balena cuciti all'interno. Un ampio “guarnello”, cioè una lunga gonna a righe in canapa o lino, tessuta al telaio a casa, di solito azzurra o a strisce azzurre e rosse, copriva pudicamente la sottoveste e i mutandoni lunghi, chiusi al polpaccio con dei fiocchetti; calze di filanca bianche proteggevano invece i piedi. Nei giorni feriali calzava i “ciocchi”, ovvero zoccoli di cuoio al naturale con pianta di legno, mentre in quelli festivi le scarpe di vacchetta con una vistosa fibbia argentata. Queste scarpe, più preziose, erano calzate solo all'arrivo in paese, solitamente presso il lavatoio, che costituiva il punto di raccolta e cambio delle scarpe: all'arrivo vi erano appoggiati gli zoccoli, che sarebbero stati poi ripresi al ritorno per sostituire le scarpe per tornare a casa; a partire da marzo e per tutto il periodo estivo si andava scalzi.
A proteggere il “guarnello” c'era sempre una lunga “pannella parannanza”, ovvero un grembiule, che era a righe bianche e azzurre nei giorni feriali, colorato e stampato a fiori per andare in chiesa o in paese, di lino bianco per le giovani spose e nero per il lutto. Era utilizzata per molteplici funzioni: prendendone i due angoli inferiori con una mano diveniva un utile portaoggetti, tramite il quale trasportare uova, ortaggi o pezzi di legna; la parte inferiore, al rovescio, era usata per asciugarsi le mani; ripiegata più volte, sostituiva le presine.
D'inverno la vergara usava anche un panno di lana, chiamato “lo scarlatto”, per coprirsi le mani e le braccia e, all'occorrenza, per proteggere dal freddo le spalle o la testa.
Pochi erano i gioielli: la donna sposata indossava al collo una collana di corallo, dono della mamma al compimento del ventunesimo anno di età, ed una collanina d'oro, dono della suocera in occasione del matrimonio. Alle orecchie indossava i “pennenti”, ovvero orecchini pendenti in oro e corallo.

## Usi e costumi
La giornata tipica della vergara cominciava all'alba, al canto del gallo e terminava al tramonto, quando le galline vanno a letto. A tal proposito vi è il detto marchigiano “A durmì co le gaijne e svejasse co lu gallu!” che ricorda questo ritmo di vita.
Per prima cosa accendeva il fuoco nel camino, indispensabile per scaldare l'acqua nel calderone dal quale attingeva acqua calda per tutta la giornata. Poi preparava la colazione: un pezzo di pane che era insaporito strusciandolo su un'aringa, un frutto di stagione e un buon bicchiere di vino.
Dopo la colazione, nel corso di tutta la mattinata, la vergara si dedicava alle faccende domestiche: spazzare, rifare i letti, raccogliere la legna e mantenere la casa in ordine.
A metà mattina preparava “lu voccò”, ovvero una merenda veloce: una fetta di pane abbrustolito con aglio e pomodoro oppure un pezzo di polenta arrostita sulla brace. Servito “lu voccò”, la vergara si occupava della custodia degli animali da cortile, dalla cui cura dipendeva gran parte dell'economia familiare.
Dopo le faccende si procurava l'occorrente per il pranzo: prendeva le uova delle sue galline e raccoglieva le verdure del suo orto, servite sempre assieme alla polenta, che era la vera protagonista della cucina contadina marchigiana. Era condita con pomodori, rape, piselli ed erbe spontanee e, solo nei giorni di festa, con il coniglio, il pollo e altra carne.
Dopo il pranzo, nel pomeriggio, la vergara si dedicava ai lavori di cucito, con l'uncinetto, i ferri o il telaio per realizzare lenzuola, federe, tovaglie, asciugamani, fazzoletti e, naturalmente, vestiti.
In tal modo la vergara, tramite le sue attività, provvedeva alle esigenze dell'autoconsumo familiare, in quanto produceva un importante reddito, che permetteva di non sottrarre dalle altre entrate della famiglia le spese per il cibo, i vestiti, la biancheria, la dote, etc.
In occasione del matrimonio la suocera riceveva a casa sua la vergara e le offriva una “conocchia”, un pezzo di pane e tre grani di sale grosso a simboleggiare “le virtù” che la donna doveva possedere: il fuso ad indicare il saper filare e tessere, il pane per la cucina e i tre chicchi di sale grosso ad indicare che doveva comportarsi sempre “cum grano salis”. Dopo aver consegnato tali doni la suocera rivolgeva alla nuora tali parole:”Fija in questa cassa c'è la pace” (“Figlia, in questa casa c'è la pace”), e lei rispondeva: ”Se ce la troo ce la lascio” (“Se è vero, io farò in modo di mantenerla”).